# 太田駒千代
太田 駒千代（おおた こまちよ）は、戦国時代（室町時代後期）の人物。太田康資の長男。

## 経歴
天文22年（1553年）、江戸城代・太田康資の長男として生まれる。母は不明だが、康資の正室・法性院が天文11年（1542年）生まれであることを考えると、彼女の子であるとは考え難い。黒田基樹は、駒千代の母は康資の側室・太田下野守の娘であった可能性が高いと指摘している。
永禄6年（1563年）末、駒千代の父・康資は北条氏から離反し里見氏の下へ走る。これがきっかけとなり、翌7年1月に国府台（千葉県市川市）で太田・里見連合軍と北条軍が激突（第二次国府台合戦）。結果、太田・里見方は大敗し、康資は里見氏に従って上総へ落ち延びた。
この時、駒千代は親元を離れ伊豆国熱海の医王寺に滞在していた。学問を修めるためであったとされるが、実際には北条氏への人質であったと考えられる。国府台合戦の結果を受け、駒千代は同年8月28日に北条氏からの討ち手によって自決させられた。享年12歳。